# 小行星2112
小行星2112（2112 Ulyanov）是一颗围绕太阳公转的小行星。1972年7月13日，塔瑪拉·斯米爾諾娃在克里米亚发现了此天体。
該小行星以俄羅斯革命者，弗拉迪米爾·列寧之兄亞歷山大·烏里揚諾夫命名。
这颗小行星的绝对星等为156.2772851740155等。